# Tchotchke
Tchotchke (mot tiré du Yiddish signifiant bibelot, bric-à-brac) est un trio New-Yorkais composé de Anastasia Sanchez qui est la batteuse et la chanteuse principale, Eva Chambers, la bassiste et Emily Tooraen, la guitariste.

## Histoire
Les membres du groupe se connaissent depuis l'adolescence et partagent une vision du monde et une ambition artistique très proches.
Avant Tchotchke, Sanchez et Chambers avaient créé le groupe "Pinky Pinky" accompagnées de la guitariste Isabelle Fields et donnèrent naissance à l'album "Turkey Dinner" et deux EP et qui connut un certain succès notamment à travers la chanson "Ram Jam". Ce nouveau groupe est aussi une relocalisation pour elles qui passent de Los Angeles à New-York.
Pendant le confinement elles décidèrent de prendre un nouveau départ et de créer le groupe et l'album "Tchotchke" qui sera enregistré en sept mois, entre février et août 2020, mettant ainsi fin à "Pinky Pinky".
le single "Dizzy" a été enregistré à Long Island dans la cave de leurs compères The Lemon Twigs avec qui la collaboration est très soudée.
Le clip de cette même chanson a été tourné avec une pellicule Super 8 dans la salle "Heavy Hitter Gym" en français : « la Salle des Gros Frappeurs » à Jersey City après que les membres du groupe aient pris une leçon de boxe,.
Entre 2022 et 2024 le trio fait de nombreux concerts aux Etats-unis et en Europe.
Dans une interview publiée en février 2022 elles précisent vouloir finir leur tournée et leur prochain album.

## Discographie

### Albums
- Tchotchke
- Playin' Dumb

### Singles
- Did you hear?
- Poor girl
- Now I love you

## Réferences
1. 1 2 3  Carolina Moreno, « [Interview] Tchotchke », sur indiemusic, 10 juin 2023 (consulté le 1er septembre 2024)
2. ↑  Mattias Frances, « Tchotchke - Tchotchke : Prescription d'urgence », sur Benzine Magazine, 23 décembre 2022 (consulté le 15 septembre 2024)
3. 1 2  (en) Karah Mason, « MOKB Presents », 1er mars 2022 (consulté le 15 septembre 2024)
4. 1 2  (en) Lola Jacob, « Interview: 2022 Must-Know - Tchotchke », sur Coup De Main Magazine, 24 février 2022 (consulté le 15 septembre 2024)
5. ↑  (en) « Tchotchke tour », sur tchotchketheband.com (consulté le 1er septembre 2024)